# 130. brigada HV
130. brigada Hrvatske vojske (Osijek) osnovana je 25. listopada 1991. godine.

## Ustrajanje
130. brigada Hrvatske vojske ustrojena je 25. listopada 1991. godine temeljem zapovijedi načelnika GS OSRH kako bi se osnažila južna obrana Osijeka. Brigada se popunjavala iz Uprave i Ureda za obranu Osijeka. Zapovjedništvo brigade smjestilo se u Osnovnu školu u selu Gorjani.
Tijekom dvaju dana popunjeno je Zapovjedništvo brigade, 1 pb. i podstožerne postrojbe. Već 27. listopada brigada je primila prvu operativnu zapovijed kojom u njezin sastav ulazi i 3. pješačka bojna 106. brigade HV (Čepinska bojna Veprovi). Zadaća brigade bila je izvršiti žurnu popunu ljudstvom i materijalno tehničkim sredstvima te zaposjesti crtu bojišnice koja se protezala južnom stranom grada Osijeka i mjesta Antunovac, Ernestinovo, Laslovo.
Tijekom studenog '91., nakon okupacije Vukovara, brigada se našla na glavnome pravcu djelovanja neprijatelja s ciljem presijecanja ceste Osijek – Đakovo i stvaranja obruča oko grada Osijeka. Brigada je bila pod velikim pritiskom neprijateljskih snaga rezultiravši znatnim brojem poginulih i ranjenih.
Neprijateljske su sile uspjele tek neznatno ostvariti svoj cilj okupiravši mjesta Divoš, Ernestinovo, Antunovac, Laslovo i Paulin Dvor. Na novoizgrađenim linijama obrane ispred Josipin dvora, Ivanovca, Vladislavaca i Hrastina 130. brigada uspješno je porazila velikosrpske agresore i zaustavila agresiju na Slavoniju i Istočnu Hrvatsku.

## Razminiranje
Posebice su zasliužni bili inženjerci 130. brigade u proljeće 1992., na čelu s načelnikom Inženjerije Zlatkom Dernajem, koji su prvi u Hrvatskoj započeli razminiranje. Uspješno je razminirano više od 10 000 hektara poljoprivrednih površina IPK Osijek i vraćeno u proizvodnju hrane. Očišćeno je i razminirano selo Ivanovac s čitavim atarom, sjeverna i južna trasa dalekovoda prema TF Ernestinovo, vojni poligon Lug, u Čepinu, C poligon u Osijeku i ina mjesta. S pojedinih razminiranih polja uklonjeni su usjevi koje se zbog ratnih djelovanja nije uspjelo maknuti u jesen 1991. godine.

## Daljnji razvoj
Tijekom jeseni 1992. i proljeća 1993. godine 130. brigada HV Osijek uspješno sudjeluje i u borbenim zadaćama u Posavini.
Preustrojem OS RH 1994. godine gasi se mobilizacijski razvoj 130. brigade HV, dio vojnika prelazi u 5. Domobransku pukovniju, a brigada prestaje s djelovanjem 30. rujna 1994. Tijekom bojnih djelovanja brigada je imala 63 poginula, 22 nestala i 370 ranjenih pripadnika, od toga 8 teških invalida.

## Zapovjedništvo
Brigadom su uspješno zapovijedali pukovnici Nikola Huđin i od kraja 1991. Živko Mijić. Stožer brigade bio je sastavljen od visokoobrazovanih pričuvnih časnika, doktora znanosti, profesora, liječnika, inženjera. 

## Ostalo
130. brigada Hrvatske vojske Osijek koncem 1991. dobila je i ratnu himnu Pjesma 130. brigade, koja je djelo pripadnika voda veze. Igor Delač i glazbeni sastav Vod veze prvi su ju put javno izveli na obilježavanju 6. mjeseci ustroja brigade u hotelu Thermia u Bizovcu 25. travnja 1992. godine.
130. brigada HV izdavala je i vlastiti bilten pod ratnim sloganom Tu smo tu ćemo i ostati kojim se nastojalo dignuti moral i ratni elan vojnika brigade.
Predsjednik Republike i vrhovni zapovjednik oružanih snaga Republike Hrvatske Stjepan Mesić odlikovao je 130. brigadu HV »R« – Osijek Redom Nikole Šubića Zrinskog prigodom 15. obljetnice osnutka i ustroja Oružanih snaga Repubiike Hrvatske 22. svibnja 2006. godine za iskazano junaštvo njihovih pripadnika u Domovinskom ratu.
O brigadi je snimljen dokumentarni film Heroji Osijeka – 130. brigada Hrvatske vojske 2024. godine.